# Golden Signs
Golden Signs ist das dritte Studioalbum der deutschen Power-Metal-Band Voice. Es wurde am 18. Juni 2001 über das Label AFM Records veröffentlicht. Das Album enthält elf Titel, darunter eine Neuaufnahme des Songs „The Prediction“ aus dem Debütalbum der Band.

## Titelliste
1. Golden Signs – 5:36
2. Days of Trust – 6:18
3. On My Way – 6:24
4. Doubtful Times – 5:12
5. Deadly Embrace – 5:31
6. Without Compulsion – 4:34
7. The Old Brightness – 4:40
8. The Last Dance – 6:40
9. The Prediction (2001) – 8:31
10. The Visitors – 6:17
11. Victim of the Glory (Bonustrack, Japan-Edition) – 5:07
12. I’ll Be There (Bonustrack, Japan-Edition) – 6:05

## Produktion
- Produzenten: Andy Allendörfer, Nils Wasko
- Mastering: Nils Wasko
- Cover-Konzept: Bernd Grüllich, Oliver Glas
- Fotografie: Mario Kurzidim

## Rezeption
"findet man alles, was das Power Metal-Herz begehrt: fette Riffarbeit, geschickte Rhythmus- und Tempo-Variationen sowie vereinzelte Rückbesinnungen auf Progressive Metal-Wurzeln in den Zwischenteilen. Langeweile kommt nie auf!" – Rock Hard 170 (8/10)